# Національний парк острова Саанане
Національний парк острова Саанане — національний парк Танзанії поблизу міста Мванзи. Парк розташований на маленькому острові на озері Вікторія, і до нього можна дістатися на човні з офісів TANAPA на Капрі-Пойнт у місті Мванза.    Він названий на честь місцевого фермера та рибалки Мзі Саанане Чаванді.

## Історія
Парк, також відомий як «Заповідник на острові Саа Нане», був випадково розбомблений під час повітряної кампанії угандо-танзанійської війни 1978–1979 років. 29 березня 1979 року  лівійський лідер Муамар Каддафі наказав одному зі своїх бомбардувальників Туполєв Ту-22 атакувати Мванзу, сподіваючись таким чином залякати уряд Танзанії, щоб він припинив військову кампанію в Уганді  Однак Ту-22 повністю оминув місто, і його п’ять протипіхотних ракет натомість влучили в заповідник, легко поранивши одного працівника та вбивши кількох тварин. За словами журналістів Тоні Авіргана та Марти Хані, було вбито шість антилоп, а також багато птахів.  Аналітик розвідки Кеннет М. Поллак заявив, що було вбито «велику кількість антилоп».

## Тваринний світ
На острові мешкають різні види ссавців, зокрема мавпи верветка, зебри, антилопи гну та скелясті дамани. Це єдине місце в Танзанії, де водяться мавпи Де-Бразза. Тут також зареєстровано понад 40 видів птахів.
1. ↑  Tanzania National parks Corporate Information. Tanzania Parks. TANAPA. Архів оригіналу за 17 вересня 2008. Процитовано 22 грудня 2015.
2. ↑  SAANANE ISLAND DECLARED NATIONAL PARK. TANAPA. 3 вересня 2013. Архів оригіналу за 8 вересня 2013. Процитовано 5 вересня 2013.
3. ↑  Nkwame, Marc (4 вересня 2013). Saa-Nane Island becomes fully fledged park. Daily News (Tanzania). Архів оригіналу за 6 вересня 2013. Процитовано 6 вересня 2013.
4. ↑  Philemon, Lusekelo (5 вересня 2013). Saanane Island officially declared 16th National Park. IPP Media. Процитовано 6 вересня 2013.
5. ↑  Nkwame, Marc (8 вересня 2013). Rocking and rolling on Saa Nane Island Park. Daily News (Tanzania). Архів оригіналу за 8 вересня 2013. Процитовано 9 вересня 2013.
6. 1 2  Saanane Island National Park. ArcGIS StoryMaps (англ.). 17 червня 2020. Процитовано 27 січня 2021.
7. ↑  Cooper та Fontanellaz, 2015, с. 35.
8. ↑  Tanzania Bombs Entebbe Airport, Damaging Runway. The New York Times. 2 квітня 1979. с. 3. Процитовано 25 грудня 2019.
9. 1 2  Pollack, 2004, с. 372.
10. ↑  Avirgan та Honey, 1983, с. 120.
11. ↑  News |TANZANIA NATIONAL PARKS. www.tanzaniaparks.go.tz. Процитовано 27 січня 2021.